# Gray (Alto Saona)
 Gray (Alto Saona)  es una población y comuna francesa, situada en la región de Borgoña-Franco Condado, departamento de Alto Saona, en el distrito de Vesoul y cantón de Gray.

## Demografía
| 6995 | 7789 | 8805 | 7723 | 6916 | 6773 | 6262 |
| Para los censos de 1962 a 1999 la población legal corresponde a la población sin duplicidades (Fuente: INSEE [Consultar]) |      |      |      |      |      |      |